# Anglicaanse Kerk in Noord-Amerika
De Anglicaanse Kerk in Noord-Amerika (in het Engels: Anglican Church in North America) (ACNA) is een christelijk kerkgenootschap in de Verenigde Staten en Canada die staat in de Anglicaanse traditie. 
De ACNA werd in 2009 gevormd door voormalige leden van de Episcopale Kerk in de Verenigde Staten en de Anglicaanse Kerk van Canada, die zich niet konden vinden in de liberale theologie en sociale leer in hun eigen kerk. Veel lokale gemeenten hadden zich eerder al afgesplitst van hun eigen kerkprovincie en aangesloten bij Angelicaanse kerkprovincies in Zuid-Amerika en Afrika, zoals de Kerk van Nigeria.
Zowel binnen de Anglicaanse Kerk van Canada als binnen de Episcopaalse Kerk (de Episcopale Kerk is de Anglicaanse kerk in de Verenigde Staten) waren er veel christenen die zich zorgen maakten over de in hun ogen liberale koers die hun kerkgenootschappen insloegen. Een belangrijke gebeurtenis binnen het Canadees kerkgenootschap was in 2002 het besluit van het bisdom van New Westminster om huwelijken in te zegenen tussen mensen van hetzelfde geslacht. Het jaar daarop bevestigde de Algemene Vergadering de benoeming van de openlijk met een andere man samenlevende Gene Robinson als bisschop van New Hampshire. Binnen de Episcopale kerk had een grote groep conservatieve leden bezwaar tegen de uit 1979 stammende editie van het Book of Common Prayer en het besluit om vrouwen tot priester te wijden.
De verschillende afgesplitste groepen vormden in 2009 een eigen kerkgenootschap onder de naam Anglicaanse Kerk in Noord-Amerika. Zij staan in de Anglicaanse traditie. De ACNA streeft er naar als kerkprovincie te worden opgenomen binnen de wereldwijde Anglicaanse Gemeenschap. Anno 2023 is hier nog geen sprake van, hoewel er nauwe banden zijn met veel Anglicaanse kerkprovincies wereldwijd.
Anno 2021 telde de Anglicaanse Kerk in Amerika bijna duizend aangesloten lokale gemeenten met in totaal meer dan honderdtwintigduizend leden. De kerken zijn theologisch divers, zo is er in theologisch opzicht een duidelijke Anglicaanse, charismatische en evangelicale stroming te onderscheiden. De leden zijn conservatief. Zo wordt abortus, euthanasie en het huwelijk tussen twee mensen van dezelfde sekse vrij algemeen afgewezen. De vraag of vrouwen in  het ambt benoemd mogen worden wordt vrijgelaten aan de individuele bisdommen.